# TACAM T-60
Le TACAM T-60 (Tun Anticar pe Afet Mobil T-60 ou « Canon antichar sur affût mobile ») était un chasseur de chars de l'armée roumaine pendant la Seconde Guerre mondiale. En 1943, trente-quatre exemplaires ont été convertis, aux ateliers Leonida, utilisant des matériaux pris à l'Armée rouge : le châssis était celui d'un char T-60, le blindage de l'habitacle provenait des chars BT-7, le canon était une pièce F-22 de 76,2 mm, de fabrication soviétique. Les chasseurs de chars TACAM T-60 ont été utilisés par la 1re division blindée Romania Mare et par la 8e division de cavalerie motorisée, sur le Front de l'Est.

## Conception

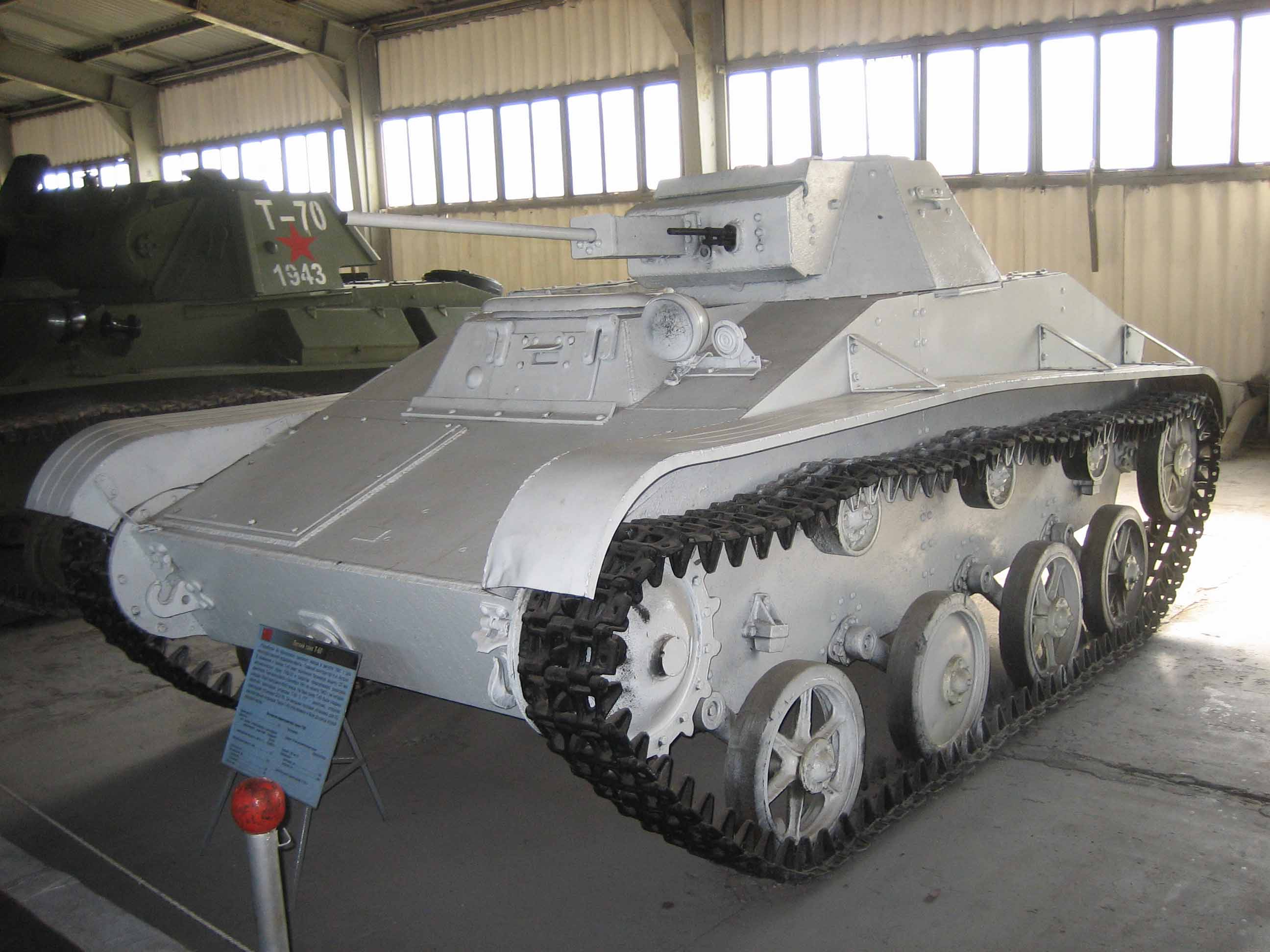
Le char léger soviétique T-60.

À l'entrée en guerre, l'équipement de l'armée roumaine était loin derrière celui des troupes soviétiques. En début 1942, ses faiblesses furent révélées quand les chars T-34 et KV-1 apparurent en grand nombre sur le Front de l'Est. L'industrie de guerre allemande ne pouvait pas fournir l'équipement nécessaire à l'armée roumaine car sa production était déjà insuffisante pour combler ses propres pertes. L'état-major roumain décida alors la construction d'une copie du char T-34, mais l'industrie roumaine, encore embryonnaire, n'avait pas les moyens de mener à bien un tel projet. Après les combats de 1941-1942, les stocks de l'armée contenaient 175 chars soviétiques capturés, ainsi que 154 canons de 76,2 mm (de champ ou antichar). L'état-major décida d'utiliser ces matériaux pour concevoir un chasseur de chars similaire au modèle allemand Marder I. Le projet fut confié au lieutenant-colonel Constantin Ghiulai.
Le char soviétique T-60 fut choisi par Ghiulai car c'était un véhicule moderne et simple à construire, adapté aux capacités de l'industrie autochtone. Le moteur GAZ utilisé pour ce char léger était d'ailleurs un modèle Dodge-Derotto-Fargo F.H.2, construit sous licence. Ses pièces détachées était facilement disponibles en Allemagne et en Roumanie, et son entretien était simple. L'affut du canon F-22 de 76,2 mm capturé fut remplacé par un nouveau dispositif qui permettait le montage sur le châssis du char T-60. Le compartiment de combat était protégé par des plaques de blindage provenant des chars soviétiques capturés. La suspension avait été renforcée car le poids avait augmenté de 3 tonnes. Le premier prototype, construit par les Ateliers Leonida, fut finalisé le 19 janvier 1943.
Un autre chasseur de chars roumain développé ultérieurement par la même équipe d'ingénieurs et utilisé au combat était le TACAM R-2. 

## Description

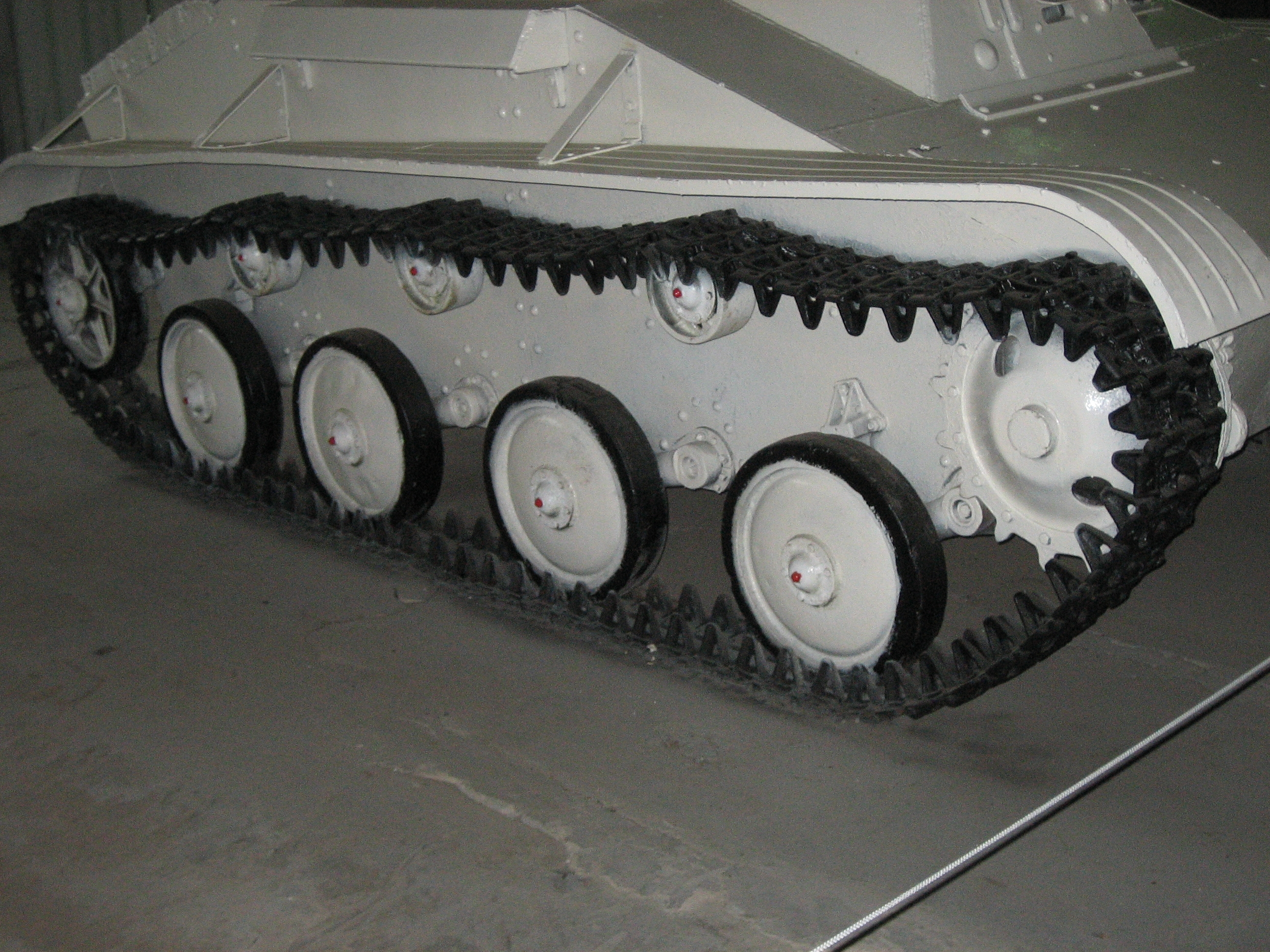
Les galets type Ghiulai étaient basés sur le modèle soviétique de 1942, mais en plus solide.

Le canon F-22 disposait d'un nouvel affût, conçu et fabriqué par les Ateliers Concordia, à Ploiești, et finalisé aux ateliers Astra, à Brașov, ou bien Lemaitre, à Bucarest. Le montage du canon sur cet affût était réalisé à l'Arsenal de l'armée, à Bucarest. Le mécanisme de visée fut adapté aux pratiques des artilleurs roumains et un système de protection anti-recul fut installé pour protéger le canonnier. L'équipage et le canon étaient abrités par un bouclier fait de 3 parties et ayant une épaisseur de 15 mm. Le blindage avait été prélevé sur des chars soviétiques de cavalerie BT-7 car l'industrie autochtone n'était pas encore capable de produire des plaques en acier de la qualité requise. Le chasseur de chars transportait 44 projectiles antichar de fabrication roumaine, modèle Costinescu, de 6,6 kg. Le châssis fut modifié pour s'adapter aux besoins : un nouveau bouclier de protection fut installé sur le moteur, pour améliorer la ventilation. l'intérieur fut modifié pour augmenter la quantité de munition transportée. La suspension fut renforcée pour supporter le poids additionnel, le recul et le changement du centre de gravité. Les galets des chenilles furent remplacés, pour certains véhicules, avec le modèle Ghiulai, amélioré et enrobé de caoutchouc.
Les galets furent fondus et usinés par l'usine Indistria Sarmei de Câmpia Turzii, les usines IAR de Brașov et par les Ateliers Concordia de Ploiești. Un système de freinage fut installé sur les galets pour améliorer la stabilité du châssis pendant les tirs. Le blindage qui protégeait le châssis avait une épaisseur de 15 à 35 mm, selon l'année de fabrication du char T-60.

## Utilisation
Trente-quatre exemplaires furent convertis jusqu'à fin 1943. Seize véhicules furent alloués à la Compagnie 61 TACAM du 1er régiment de chars, et dix-huit à la Compagnie 62 TACAM du 2e régiment de chars.
Les unités de chasseurs de chars TACAM T-60 étaient envoyés, selon le besoin, sur les secteurs du front où la situation était la plus grave. Le Groupe blindé Cantemir, constitué ad-hoc en 23 février 1944 pour renforcer la défense dans le nord de la Transnistrie, disposait de 14 TACAM T-60 organisés en deux batteries. Les chasseurs de chars furent rendus par la suite au 1er régiment de chars pour participer à la défense de la Moldavie pendant l'offensive de Jassy-Kishinev.
Tous les chasseurs de chars qui survécurent aux combats après le 23 août 1944 furent confisqués par l'Armée rouge après le mois d'octobre 1944. 

## Performances
Le TACAM T-60 était capable de passer des obstacles verticaux 0,5 m, des tranchées de 1,3 m et des gués de 0,6 m de profondeur. Il pouvait se déplacer sur des pente atteignant 32°.
Son canon pouvait se déplacer de -5° à +8° verticalement et de 32° horizontalement. Il était doté de 44 obus.